# Daniel Kaplan
Daniel Kaplan (* 6. března 1973) je bývalý český fotbalista, záložník.

## Fotbalová kariéra
V české lize hrál za SK Slavia Praha a SK Hradec Králové. Nastoupil v 70 ligových utkáních a dal 5 gólů. V Poháru vítězů pohárů nastoupil ve 4 utkáních a dal 1 gól.

## Ligová bilance
| Ročník                          | Zápasy | Góly | Klub              |
| ------------------------------- | ------ | ---- | ----------------- |
| 1. česká fotbalová liga 1993/94 | 2      | 0    | SK Slavia Praha   |
| 1. česká fotbalová liga 1994/95 | 13     | 0    | SK Hradec Králové |
| 1. česká fotbalová liga 1995/96 | 13     | 2    | SK Hradec Králové |
| 1. česká fotbalová liga 1996/97 | 22     | 2    | SK Hradec Králové |
| Gambrinus liga 1997/98          | 13     | 1    | SK Hradec Králové |
| Gambrinus liga 1999/00          | 7      | 0    | SK Hradec Králové |
| LIGA CELKEM                     | 70     | 5    |                   |